# Li Zicheng
Li Zicheng o Li Tzu-ch'eng (22 de septiembre de 1606, Shaanxi-1645, Hubei) fue el líder de la rebelión que ocasionó la caída de la dinastía Ming (1368-1644), y gobernó como emperador de la breve dinastía Shun desde el 8 de febrero de 1644 hasta el 5 de junio del mismo año, cuando fue sustituida por la dinastía Qing.
Fue un trabajador del servicio de correos, se unió a la causa rebelde en 1631 después de una gran hambruna en la parte norte de su país. En 1644 se proclamó a sí mismo como el primer emperador de la nueva dinastía y marchó sobre Pekín, ciudad que tomó fácilmente.
Su victoria fue efímera; Wu Sangui, un general leal a los Ming, solicitó a las tribus manchúes desterrar a Zicheng y él huyó al norte, donde fue probablemente asesinado por los lugareños.